# Torpilleur no 7
Le torpilleur nº 7 fait partie des sept torpilleurs du programme de 1876 de la marine française. 

## Carrière
Il reste, pendant presque toute sa carrière, hissé sur slip à Brest. De 1888 à 1894, il devient le bâtiment de servitude Compagnon. Puis il est « école de chauffe » à l'école des Mécaniciens, jusqu'en 1909, date de sa condamnation définitive. Vendu à Brest pour démolition 2605,00 Francs le 25 aout 1910 à M. Perrot .